# Jean-Baptiste Chavannes (1748-1791)
Cet article concerne l'affranchi haïtien qui combattit pour l'indépendance des États-Unis et la reconnaissance de l'égalité des droits à Saint-Domingue. Pour l'agronome haïtien, voir Jean-Baptiste Chavannes.
Pour les articles homonymes, voir Chavannes.
Jean-Baptiste Chavannes, né vers 1748 à Grande-Rivière-du-Nord (Saint-Domingue), et mort roué vif le 25 février 1791 à Cap-Français (aujourd'hui Cap-Haïtien), est un ancien esclave affranchi franco-haïtien qui combattit pour l'indépendance des États-Unis et la reconnaissance de l'égalité des droits entre Blancs et libres de couleur dans la colonie française de Saint-Domingue.

## Biographie
Il participe à la campagne d'Amérique en 1779, sous les ordres du comte d'Estaing et de son chef d'état-major, le vicomte François de Fontanges.

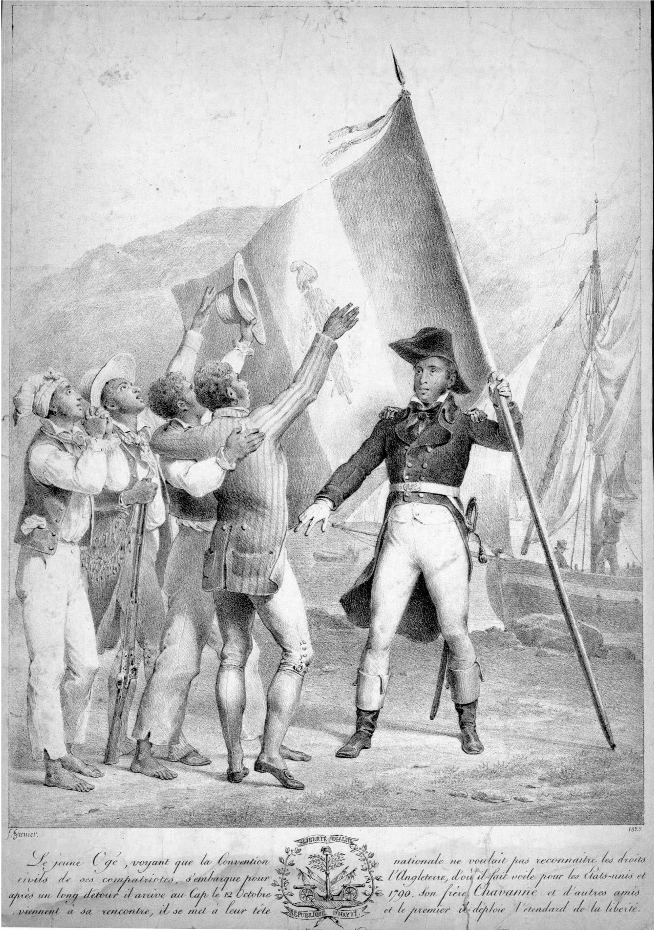
Chavannes accueillant Vincent Ogé à son arrivée à Saint-Domingue en 1790.

Plus tard, en 1790, il soutient l'action de Vincent Ogé à Saint-Domingue pour obtenir l'égalité des droits entre blancs et libres de couleur. La révolte ayant échoué, ils sont livrés aux autorités françaises par les Espagnols.
Condamnés au supplice de la roue et exécutés le 25 février 1791, leur combat inspira sans doute le soulèvement des esclaves noirs de 1791.